# 온두라스 렝카어
온두라스 렝카어(영어: Honduran Lenca)는 온두라스 인티부카주, 라파스주의 오파토로(Opatoro), 과히키로(Guajiquiro), 산타엘레나(Santa Elena), 카바냐스주에서 큰 방언 차이 없이 사용되었던 원주민 언어이다. 1974년 이후로 온두라스 렝카어를 구사하는 사람은 한 명도 발견된 적 없다.